# Mariánské léto
Mariánské léto (též označované jako (mariánské) pozdní léto) je označení několik dní trvajícího suchého, slunečného a teplého počasí na konci (astronomického) léta, v první polovině září. Pro toto období je charakteristická velká denní amplituda teploty.
Mariánské léto je někdy nesprávně zaměňováno za babí léto, které ale přichází až v poslední dekádě září a na začátku října. Kromě toho je pro babí léto charakteristické výraznější noční ochlazení, nezřídka s ranními mrazíky.
Mariánské léto je spolu s babím létem nejvýraznější teplou singularitou měsíce září.